# TSA (album)
TSA – album zespołu TSA wydany w 1983 roku nakładem Poltonu.

## Lista utworów
Źródło
Strona A
1. "Wysokie sfery" (muz. S. Machel, M. Piekarczyk – sł. J. Rzehak, M. Piekarczyk) – 5:18
2. "Ludzie jak dynie" (muz. A. Nowak – sł. A. Jakubowicz) – 3:46
3. "Nocny sabat" (muz. A. Nowak, M. Piekarczyk – sł. J. Rzehak) – 3:05
4. "Trzy zapałki" (muz. A. Nowak, M. Piekarczyk – sł. J. Prévert, tł. K. I. Gałczyński) – 5:12

Strona B
1. "Na co cię stać" (muz. S. Machel – sł. J. Rzehak) – 4:16
2. "Jeden kroczek" (muz. S. Machel – sł. J. Rzehak, M. Piekarczyk) – 4:24
3. "Twoje sumienie" (muz. J. Niekrasz, M. Piekarczyk – sł. J. Rzehak, M. Piekarczyk) – 3:42
4. "Bez podtekstów" (muz. A. Nowak – sł. J. Rzehak, M. Piekarczyk) – 5:00

## Twórcy
- Marek Kapłon – perkusja
- Stefan Machel – gitara
- Marek Piekarczyk – wokal
- Andrzej Nowak – gitara
- Janusz Niekrasz – gitara basowa

### Personel
- Wojciech Przybylski, Jarosław Regulski – realizacja
- Ryszard Piekarczyk – projekt graficzny
- Andrzej Karczewski, Mirosław Stępniak – foto

## Pozycje na listach
| Lista | Kraj   | Pozycja |
| ----- | ------ | ------- |
| OLiS  | Polska | 8       |